# Баптистская война
Баптистская война (англ. The Baptist War, известна также как Рождественское восстание, The Christmas Rebellion / Uprising, или Великий мятеж рабов на Ямайке, The Great Jamaican Slave Revolt) — десятидневное восстание рабов на Ямайке в 1831—1832 годах. В восстании приняли участие 60 тысяч из трёхсот тысяч рабов на острове. Восстание возглавлял баптистский проповедник Сэмюел Шарп, и среди восставших было много баптистов, его последователей.

## История
Лидеры восстания воспитывались британскими миссионерами и были привержены идеям аболиционизма, популярными в начале 1830-х годов в Великобритании. Изначально предполагалось, что протест рабов будет выражен не в форме восстания, а в виде всеобщей забастовки. В самой идеологии баптизма не было ничего радикального, особенно по сравнению с учениями других миссионерских церквей.
25 декабря 1831 года Шарп, ошибочно считавший, что британское правительство уже подписало приказ об отмене рабства, призвал к мирной всеобщей забастовке на западной Ямайке, вокруг города Монтего-Бэй, где он был баптистским дьяконом. Это был сезон сбора сахарного тростника, и забастовка могла тяжело сказаться на положении сахарных плантаций. Сопротивление плантаторов немедленно перевело забастовку в восстание. Восставшие поджигали тростник, но практически не трогали белое население. За время восстания погибли лишь 14 белых. В течение двух недель восстание было подавлено армией. 207 человек погибли в ходе восстания, а от 310 до 340 рабов были казнены после восстания за различные преступления, иногда мельчайшие. Лидеры восстания, включая Шарпа, были повешены в 1832 году. Миссионеры находились под подозрением, и некоторые даже были арестованы, но позже отпущены.
Предполагается, что жестокость плантаторов при подавлении восстания существенно ускорила отмену рабства в Великобритании. Первые меры, такие как запрет эксплуатации детей, были приняты уже в 1833 году, а в 1838 году рабство было полностью отменено.